# Kuipergordel

De Kuipergordel ligt binnen de Oortwolk

De Kuipergordel is een gordel van vele miljarden komeetachtige, uit steen en ijs bestaande objecten, transneptunische objecten genoemd, voorbij de baan van de achtste planeet van het zonnestelsel, Neptunus. De gordel bevindt zich op 30 tot 50 AE van de zon. De gordel omvat ruim 100 000 brokken ijs en steen (waaronder Pluto), uitgespreid in de vorm van een ring.

## Ontdekking

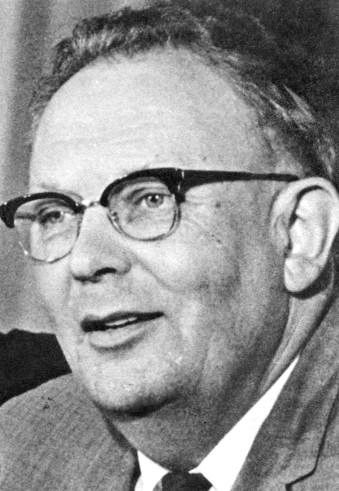
Gerard Kuiper

Het bestaan van de Kuipergordel werd in 1951 gesuggereerd door de Nederlands-Amerikaanse astronoom Gerard Kuiper. Echter Kenneth Edgeworth had in 1943 en 1949 reeds over dit onderwerp geschreven en daarom wordt de gordel soms Edgeworth-Kuipergordel genoemd.
In 1950 had Jan Oort de theorie geponeerd dat zich op een afstand van 100.000 AE (1 AE is ca. 150 miljoen km) van de zon een sfeer moet bevinden vanwaaruit kometen op het zonnestelsel afkomen. Dat gebied wordt de Oortwolk genoemd. Kuiper meende dat er op relatief korte afstand eveneens zo'n gordel moest zijn. Dat bood een verklaring voor het ontstaan van Pluto, een van de dwergplaneten van het zonnestelsel, die zich bevindt aan de binnenste rand van de Kuipergordel. Deze wijkt als rotsachtige ijsdwerg sterk af van de grote gasreuzen en is relatief klein, waardoor men lang bleef twijfelen of hij wel of niet als planeet bestempeld moest worden. Kuiper veronderstelde dat Pluto ooit werd gevormd door samenklonterende brokken in dat gebied, waardoor hij nu een van de grootste van de familie van ijsdwergen in de Kuipergordel is. Pas in 1992 werd het bestaan van een tweede object in de gordel aangetoond, en sindsdien zijn er duizenden objecten bij gevonden.
De naam Kuipergordel werd voor het eerst gebruikt omstreeks 1980.

## Objecten en hun afmetingen

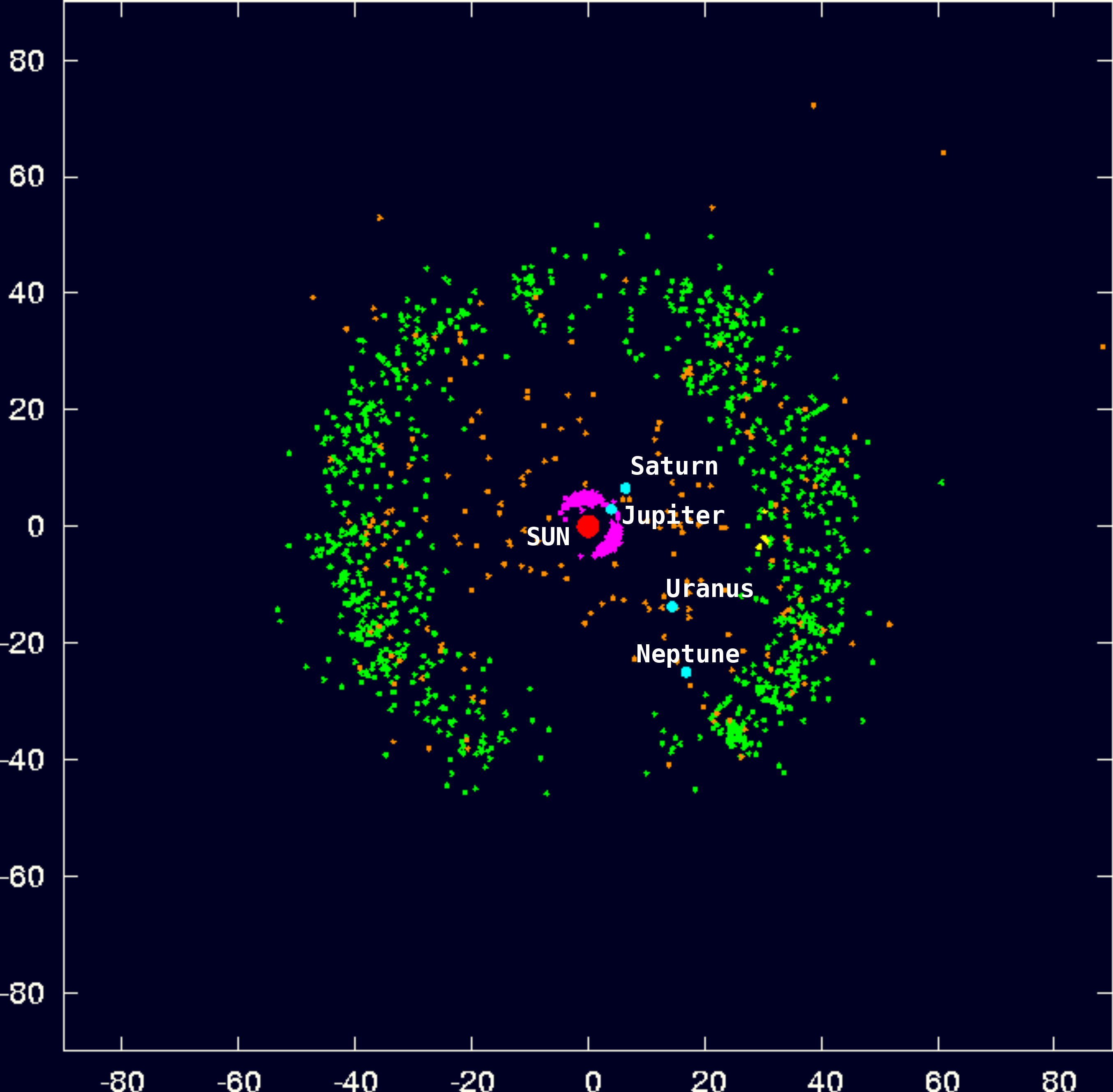
Kaart van bekende objecten in het zonnestelsel. Legenda:
Onze zon
Gasreus planeet
Kuipergordel object
Scattered disk object of Centaur-planetoïden
Trojaan planetoïde van Jupiter
Trojaan planetoïde van Neptunus

De meeste Kuipergordelobjecten weerkaatsen vanwege hun grote afstand tot de zon maar weinig licht en zijn daardoor moeilijk waar te nemen. Hun afmetingen variëren van ca. 100 m tot meer dan 1000 km. Het grootste object dat tot nog toe is ontdekt is Eris, ontdekt in 2005. Met een diameter van ongeveer 2400 km is Eris groter dan de grootste planetoïde Ceres en ook groter dan Pluto. Daarvoor was het grootst bekende Kuipergordelobject Quaoar. De in 2004 ontdekte planetoïde Orcus is mogelijk nog groter dan Quaoar.
Een ander relatief groot object is 2000 EB173, ontdekt op 27 oktober 2000. Uit de mate van lichtweerkaatsing leidde men af dat het object ongeveer 600 km in diameter is, hoewel dat een vertekend beeld zou kunnen zijn. Later zijn nog veel meer vergelijkbare objecten ontdekt met diameters tussen de 400 en 800 km. Varuna en Ixion zijn nog twee voorbeelden van grote Kuipergordelobjecten. Sommige van deze objecten volgen de baan van Pluto en worden plutino's genoemd. Isaac Asimov stelde voor dergelijke objecten mesoplaneten te noemen.

## Kuiper-klif
De Kuipergordel lijkt aan de buitenzijde bij 50 AE vrij plotseling op te houden. Er wordt gesproken van de 'Kuiper-klif'. Een sluitende verklaring daarvoor is nog niet gevonden. Er wordt gespeculeerd dat er zich buiten de Kuipergordel een nog onontdekte planeet bevindt die dit gebied heeft schoongeveegd.
Het gebied buiten deze Kuiper-klif is echter niet geheel leeg: in 2003 werd een object ontdekt dat op dat moment 86 AE van de zon verwijderd was, dus buiten de Kuiper-klif, gecatalogiseerd als 2003 VB12 en officieel Sedna genoemd. Het is kleiner dan Pluto (Pluto: 2274 km, Sedna: 1770 km), maar na Eris het grootste object in het zonnestelsel buiten de baan van Pluto. Het is echter denkbaar dat Sedna een uitzondering is en oorspronkelijk van buiten het zonnestelsel afkomstig is.

## Naamgeving
Het systeem in de naamgeving van deze objecten is enigszins ingewikkeld. Als een Kuipergordelobject wordt ontdekt, krijgt het eerst een voorlopig nummer dat het jaartal van de ontdekking aangeeft, evenals een volgnummer. Een voorbeeld is het object 2000 WR106. Als de precieze baan is berekend krijgt het object een catalogusnummer van het Minor Planet Center. Zowel planetoïden als Kuipergordelobjecten krijgen zo'n catalogusnummer. Het object uit ons voorbeeld kreeg het mooie ronde catalogusnummer van 20000. Tot slot mag een ontdekker het object een naam geven, hoewel dat meestal niet gebeurt. Het object 20000 werd (20000) Varuna gedoopt.

## Banen
De objecten wentelen traag rond de zon, in dezelfde richting als de planeten en planetoïden. Het duurt honderden jaren voor ze één omwenteling hebben gemaakt. Sommige objecten lijken echter zo te worden beïnvloed door de zwaartekracht van Neptunus en Uranus dat ze sterk afwijkende, elliptische banen beschrijven, soms zelfs tot in het centrum van het zonnestelsel. Pluto en zijn manen beschrijven eveneens een elliptische baan, waardoor ze soms binnen de baan van Neptunus komen.

## Afkomstig van Jupiter?
Een theorie is dat de objecten afkomstig zijn uit de invloedssfeer van de grote planeet Jupiter, die door zijn enorme massa objecten kan aantrekken en wegslingeren. Dat is bijvoorbeeld het geval bij kometen die afwisselend door de zon en Jupiter in hun loop worden beïnvloed. Deze kometen leggen daardoor een zeer elliptische baan af, die 3 tot 10 jaar duurt.
Ook van Triton (maan van Neptunus) wordt gedacht dat hij ooit een object uit de Kuipergordel was. Hij zou door de grote massa van Neptunus in een baan om deze planeet zijn getrokken.

## TNO's
De objecten van de Kuipergordel worden thans geschaard onder de transneptunische objecten (objecten buiten de baan van Neptunus).

## New Horizons ruimtesonde
De NASA heeft op 19 januari 2006 de ruimtesonde New Horizons gelanceerd naar Pluto en zijn maan Charon. Na het bezoek aan Pluto is de sonde doorgevlogen naar andere Kuipergordelobjecten. Een ontmoeting met Kuipergordelobject (486958) Arrokoth vond plaats op 1 januari 2019. New Horizons zou zijn tweede Kuipergordelobject kunnen bezoeken na 2020. Het is de eerste keer dat een sonde de Kuipergordel onderzoekt.